# 有明海及び八代海を再生するための特別措置に関する法律
有明海及び八代海等を再生するための特別措置に関する法律（ありあけかいおよびやつしろかいとうをさいせいするためのとくべつそちにかんするほうりつ、平成14年11月29日法律第120号）は、有明海・八代海の再生に関する日本の環境の法律である。
2002年11月29日に公布および施行された。この法律は「有明海及び八代海等が、国民にとって貴重な自然環境及び水産資源の宝庫として、その恵沢を国民がひとしく享受し、後代の国民に継承すべきものであることにかんがみ、有明海及び八代海等の再生に関する基本方針を定めるとともに、有明海及び八代海等の海域の特性に応じた当該海域の環境の保全及び改善並びに当該海域における水産資源の回復等による漁業の振興に関し実施すべき施策に関する計画を策定し、その実施を促進する等特別の措置を講ずることにより、国民的資産である有明海及び八代海等を豊かな海として再生すること」を目的としている（1条）。